# ワールズエンド・スーパーノヴァ
「ワールズエンド・スーパーノヴァ」（WORLD'S END SUPERNOVA）は、ロックバンド・くるりの9枚目のシングル。発売元はSPEEDSTAR RECORDS。4枚目のアルバム『THE WORLD IS MINE』には「Mix “Matuli”」バージョンとして収録されている。

## 概要
ハウスなどのダンスミュージックの要素を全面に押し出した作品。くるりのシングルの中でも最高の売り上げの枚数を記録している。アルバム『THE WORLD IS MINE』の中で最もレコーディングが難航した曲だと語っている。
シングルには過去の曲のリミックスバージョンも収録されており、リミックスミニアルバムであるとも言える。ベストアルバムである『ベスト オブ くるり -TOWER OF MUSIC LOVER-』に収録されており、そこからのシングルカットとして、オリジナルのリリースから7年越しで『ワールズエンド・スーパーノヴァ EP』がアナログカットされた。リミキサーには、Fantastic Plastic Machineを迎えている。

## プロモーション・ビデオ
ワールズエンド・スーパーノヴァのPVは岸田繁が自ら監督を務めている。夜、朝、夕方の海の映像が曲の要所要所で切り替わっていくもの。ギターの大村達身がベースを、ベースの佐藤征史がキーボードを弾いている。

## 収録曲
（全作詞・作曲：岸田繁）
1. ワールズエンド・スーパーノヴァ（5:46）
  - 編曲：くるり
2. ばらの花（remixed by REI HARAKAMI）（6:19）
3. 惑星づくり（remixed by Co-Fusion）（5:32）
4. ワンダーフォーゲル（remixed by TSUTCHIE from SHAKKAZOMBIE）（5:40）

## カバー
- SHANADOO - 2009年11月25日に発売された『Launch Party!!!』に収録。
- marble - 2010年3月31日に発売された『旋律の行方、桜夢見月』に収録。
- 安藤裕子 - 2011年3月2日に発売された『大人のまじめなカバーシリーズ』に収録。